# Miriam Mesturino
Miriam Mesturino (Torino, 26 maggio 1970) è un'attrice e regista teatrale italiana.

## Biografia
Miriam Mesturino è nata in una famiglia già presente nell'ambiente teatrale, nipote dell'impresario Giuseppe Erba, a cui si deve fra l'altro l'attuale Teatro Regio di Torino, e figlia di Gian Mesturino, direttore artistico dei teatri Erba, Alfieri e Gioiello, e di Germana Erba ideatrice e fondatrice del primo Liceo Coreutico e Teatrale italiano, a lei intitolato dopo la sua scomparsa.
Mesturino ha studiato danza e recitazione al Teatro Nuovo di Torino da quando aveva 6 anni e a 8 ha debuttato in teatro ne La tela del ragno di Agatha Christie, continuando poi a prendere parte a numerosi allestimenti nel corso dell’infanzia e dell’adolescenza ed iniziando parallelamente a lavorare in radio e nel doppiaggio. Nel 1988 è entrata all'Accademia nazionale d'arte drammatica di Roma, dove ha perfezionato la sua formazione. Nel 1990 ha debuttato al Festival Benevento Città Spettacolo come protagonista di Pamela di Carlo Goldoni e da allora ha ricoperto con continuità ruoli da prima attrice giovane e poi da prima attrice nelle compagnie primarie italiane di prosa. Nel 1991 ha interpretato Eva in Eva contro Eva al fianco di Lauretta Masiero. Nel 1992 è entrata a far parte della Compagnia di Ernesto Calindri, con cui ha lavorato per i successivi sette anni. Dal 2000 al 2005 ha insegnato Recitazione al Liceo Teatrale del Teatro Nuovo di Torino.
Nel 2002 ha debuttato al Festival Teatrale di Borgio Verezzi con La grotta azzurra, monologo in versi di Roberto Mussapi, con cui ha riscosso un grande successo di critica e che ha replicato per i successivi tre anni.
Di Roberto Mussapi nel 2004 ha messo in scena come regista il monologo maschile Villon, interpretato da Andrea Beltramo.
Nel 2007 e 2008 è stata uno dei protagonisti della serie tv Rai Terapia d’urgenza,  interpretando il ruolo del paramedico Eva Leoni.
Dal 2009 è stata Mirandolina ne La locandiera, Eugenia ne Gli innamorati e Giannina in Un curioso accidente.
Al festival di Borgio Verezzi è tornata nel 2012 con Tartufo di Molière al fianco di Franco Oppini, nel 2013 con Trappola mortale di Ira Levin con Corrado Tedeschi e Ettore Bassi, nel 2014 con La luna degli attori di Ken Ludwig con Paola Quattrini, nel 2015 con Maigret al Liberty Bar di Georges Simenon con Paola Gassman, nel 2017 e 2018 interpretando nelle Grotte La Divina Commedia di Dante Alighieri.

## Attrice

### Teatro
La sorpresa (di Pierre Sauvil, regia di G. Caprile, MC Sipario 2020-2022)
- Paradiso (di Dante Alighieri, regia di S. Eiraldi, Festival di Borgio Verezzi[6], 2019)
- Stasera si cena a letto! (di M. Camoletti, regia di G. Caprile, MC Sipario 2018-2019)
- Purgatorio (di Dante Alighieri, regia di S. Eiraldi, Festival di Borgio Verezzi[6], 2018)
- La bisbetica domata (di W. Shakespeare, regia di E. Fasella, Torino Spettacoli[2], 2017)
- La locandiera (di C. Goldoni, regia di E. Fasella, Torino Spettacoli[2], 2017)
- Inferno di Dante (regia di S. Eiraldi, Festival di Borgio Verezzi[6], 2017)
- Che cosa hai fatto quando eravamo al buio?[7] (di C. Magnier, regia di G. Caprile, MC Sipario - Festival di Borgio Verezzi[6], 2017)
- Un curioso accidente (di C. Goldoni, regia di E. Fasella, Torino Spettacoli[2], 2016-2017)
- Toc toc (di L. Baffie, regia di S. Eiraldi, MC Sipario, 2016-2017)
- Un americano a Parigi (Sonia Nifosi Motion Dance Group, 2016)
- Edith Piaf, tutto deve ancora cominciare[8] (Sonia Nifosi Motion Dance, 2015)
- La bottega del caffè (di C. Goldoni, regia di Enrico Fasella, 2015)
- Maigret al Liberty Bar (di G. Simenon, regia di Silvio Giordani, Teatro Artigiano - Festival di Borgio Verezzi[6], 2015-16)
- La luna degli attori (di Ken Ludwig, regia di Silvio Giordani, Teatro Artigiano - Festival di Borgio Verezzi[6], 2014-2015)
- Ti amo da morire (di Aldo Nicolaj, regia di Silvio Giordani, Teatro Artigiano, 2013-2014)
- Innamorati (di C. Goldoni, regia di Enrico Fasella, 2013)
- Trappola mortale (di Ira Levin, regia di Ennio Coltorti, Festival di Borgio Verezzi[6] - Artù, 2013-2014)
- L’inquilina del piano di sopra (di Pierre Chesnot, regia di Silvio Giordani, 2012)
- Tartuffo (di Molière, regia di Giovanni Anfuso, Festival di Borgio Verezzi[6] - CTM, 2012)
- Cold Case (di Leslie Sands, regia di Silvio Giordani, Teatro Artigiano, 2012)
- Se devi dire una bugia dilla ancora più grossa (di Ray Cooney, regia di Gianluca Guidi, 2011-2013)
- Tornerò prima di mezzanotte (di Peter Colley, regia di Gianluca Ramazzotti, 2011)
- La locandiera (di C. Goldoni, regia di Enrico Fasella, 2010)
- Chat a due piazze (di Ray Cooney, regia di Gianluca Guidi, Artù, 2009-2011)
- Giovanna D’Arco, il musical (di M.Paulicelli e P.Castellacci, regia Ugo Gregoretti, 2005-2006)
- Marie Curie, la scoperta dell’amore (di J.N.Fenwick, regia di Andrea Dosio, Torino Spettacoli Teatro Stabile Privato, 2004-2006)
- Rondone e rondinella (di L.Pirandello, regia di Leonardo De Carmine, Festival di Viterbo, 2004)
- Il mio ‘900 (scritto e diretto da Ugo Gregoretti - Benevento Città Spettacolo[5], 2003-2005)
- La cantatrice calva (di E.Ionesco, regia di A. Dosio, 2003-2004)
- La grotta azzurra (di R. Mussapi, regia di Nanni Garella - Festival di Borgio Verezzi[6], 2002-2005)
- L’igiene dell’assassino (di A.Nothomb, 2001-2002)
- Il divorzio (di V. Alfieri, regia di Ugo Gregoretti, 2001)
- Octavia di Seneca e Ottavia di V. Alfieri (regia di G.Zanetti, Festival Astiteatro)
- Arsenico e vecchi merletti (di J.O.Kesselring, regia di G.Zanetti, 2000-2001)
- A-lex (di A. Longoni, regia di G.Zanetti)
- Trappola per topi (di A.Christie, regia di S. De Luca, 1999-2000)
- Antigone (di Sofocle, regia di A.Innocenti, 1999-2000)
- Il borghese gentiluomo (di Molière, regia di F.Crivelli, Torino Spettacoli – Mario Chiocchio, 1997-1999)
- Mercadet, l’affarista (di Balzac, regia di A.Moretti, Tutto Teatro di Milano, 1996-1998)
- Una coppia esplosiva (di J.N.Fenwick – Torino Spettacoli[2], 1995-1996)
- Pensaci, Giacomino! (di L.Pirandello, regia di M.Morini, TeatralMilano, 1992-1994)
- Ti ho sposato per allegria (di N.Ginzburg, 1991-1992)
- Romeo e Giulietta (di W.Shakespeare, Torino Spettacoli[2])
- Eva contro Eva (di Denham-Orr, regia Augusto Zucchi, TeatralMilano, 1991)
- Casina (di Plauto, Compagnia Calindri-Masiero)
- Pamela (di C.Goldoni, regia F.Crivelli - Benevento Città Spettacolo[5], 1990)

### Televisione
- R.I.S. 4 - Delitti imperfetti (regia di Pier Belloni, episodio 4x02, 2008)
- La donna della domenica (Laura Fogliato, regia di Giulio Base, 2010)
- Rex (Ariele Mattioli, regia di Marco Serafini, 2009)
- Distretto di polizia 9 (Caposala Serena, sesto episodio, regia di Alberto Ferrari, 2009)
- Terapia d’urgenza (Eva Leoni in18 episodi, regia di G.P. Tescari, L. Gaudino e C. Elia, 2007-2008)
- Ris 4 (Madre di Saverio Foschi, secondo episodio, regia di F. Tagliavia, 2007)
- Le cinque giornate di Milano (Suor Celestina, regia di Carlo Lizzani, 2004)

## Regista
- Il calapranzi (di H. Pinter, 2003)
- Il borghese gentiluomo (di Moliere, 2003)
- Romeo e Giulietta (di W. Shakespeare, 2004)
- Villon (di R. Mussapi, 2004)
- Sogno di una notte di mezza estate (di W. Shakespeare, 2005)

## Doppiatrice

### Cinema
- Zia in Soffio (Lei)
- Les jardins d'autumne (Barbara)
- Little Miss Sunshine (Cindy)
- Manslaughter (Ingelise)
- Quando la vita si sveglia
- Shadowboxer
- The Football Factory (Barbara)
- The Ringer

- The Departed - Il bene e il male

### Film Tv / Miniserie
- Daddy (Anne)
- For the love of a child
- My husband’s double life (Linda)
- Mrs. Harris goes to Paris (Louise)
- Stranger in the family (Kessler)

### Telefilm / Serie TV
- C.S.I.: NY (Lydia e Heather)
- Catherine Benguigui in H (Béatrice Goldberg)
- Sheeri Rappaport in C.S.I.: Scena del crimine (Mandy Webster)
- Bellamy Young in C.S.I.: Miami (Monica West)
- 100 Centre Street

### Soap opera/ Telenovela
- Carmen Julia Alvarez in Un volto, due donne (Annabella), Vendetta d'amore (Emanuela)
- Loly Sanchez in Kassandra (Rosaura)

### Radio
- Per la Rai: I racconti di mezzanotte, L'amante di Lady Chatterley, regia di Beppe Navello
- Per Radio2 Rai: Rasputin, l’ultimo stregone, regia di Ida Bassignano

### Cartoni animati
- Savannah in Jay Jay l'aeroplanino